# Arkhaule
Arkhaule (en népalais : अर्खौले) est un comité de développement villageois du Népal situé dans le district de Khotang. Au recensement de 2011, il comptait 3 344 habitants.